# 鍵山正和
鍵山 正和（かぎやま まさかず、1971年4月12日 - ）は、愛知県名古屋市出身の男性フィギュアスケート選手で現在はコーチ。日本人で初めて4回転ジャンプに挑戦した人物である。1992年アルベールビルオリンピック、1994年リレハンメルオリンピック男子シングル日本代表。1989年世界ジュニア選手権3位。愛知工業大学名電高等学校卒業。愛知工業大学中退。息子は同じフィギュアスケート選手の鍵山優真。

## 経歴
1991年から全日本フィギュアスケート選手権3年連続で優勝した。1994年の全日本フィギュアスケート選手権では及川史弘に次ぐ2位に終わった。
解説者の五十嵐文男は「膝と足首が柔らかい選手」と評価した。アクセルジャンプはやや苦手としたが、膝と足首の柔らかさはトリプルルッツ-トリプルトゥなどの連続ジャンプでより活かされた。
本田武史が登場するまでの、日本の男子フィギュアスケート界を牽引した人物であった。1992年アルベールビル五輪・1994年リレハンメル五輪に男子シングルでニ大会連続で出場したが、8位入賞には一歩届かなかった。それでも日本・千葉市で開催の1994年世界選手権では、トリプルアクセル-ダブルトゥやトリプルルッツ-トリプルトゥを決め、自己最高の6位入賞を果たす。同大会を最後に現役引退。
息子の鍵山優真もフィギュアスケート選手（2022年北京冬季五輪個人銀メダル・団体銅メダル）であり、選手とコーチの間柄である。
2018年6月23日に脳出血を発症し、入院したがその後は後遺症を残しながらも回復している。

## プロ転向後の活動
- 1994～2005.5 プリンスアイスワールドにてソロ
- 2005.12～2010 富山スケートセンター専属インストラクター
- 2011～2016.3　風越公園アイスアリーナ専属インストラクター
- 2016.4～   横浜銀行アイスアリーナ専属インストラクター

## 主な戦績
| 大会/年          | 1987-88 | 1988-89 | 1989-90 | 1990-91 | 1991-92 | 1992-93 | 1993-94 |
| ---------------- | ------- | ------- | ------- | ------- | ------- | ------- | ------- |
| オリンピック     |         |         |         |         | 13      |         | 12      |
| 世界選手権       |         |         |         | 10      | 19      | 8       | 6       |
| 全日本選手権     |         |         | 2       | 1       | 1       | 1       | 2       |
| ピルエッテン     |         |         |         |         |         |         | 4       |
| ユニバーシアード |         |         |         |         |         | 3       |         |
| プラハスケート   |         |         |         |         |         | 1       |         |
| パリ国際         |         |         |         |         | 8       |         |         |
| ネイションズ杯   |         |         |         | 10      |         |         |         |
| スケートカナダ   |         |         |         | 10      |         |         |         |
| NHK杯            |         |         | 8       | 11      | 4       | 6       | 4       |
| 世界Jr.選手権    | 10      | 3       |         |         |         |         |         |
| 全日本Jr.選手権  | 1       | 1       |         |         |         |         |         |